# Ursus Breweries
Ursus Breweries es un fabricante de cerveza de Rumania con sede en Cluj-Napoca y propiedad del grupo SABMiller. La cervecera fue fundada en 1878 y cuenta con fábricas en Cluj-Napoca, Timişoara, Buzau y Braşov, en las que emplea a 1 700 trabajadores aproximadamente. Las marcas que forman parte de Ursus Breweries son la propia Ursus, Timisoreana, Ciucaș, Azuga, Stejar, Redd's, Peroni Nastro Azzurro, Pilsner Urquell y Miller.
Ursus es una de las cervezas más vendidas del país y su eslogan es Regele berii în România ("El rey de la cerveza en Rumania"). Desde los años 1990 es propiedad del conglomerado SABMiller, quien en 2009 retiró del etiquetado la denominación "Cluj" por "Premium". La ciudad transilvana del origen de la cerveza aún aparece en el reverso de las botellas.